# Cyclocephala ergastuli
Cyclocephala ergastuli är en skalbaggsart som beskrevs av Roger Paul Dechambre 1997. Cyclocephala ergastuli ingår i släktet Cyclocephala och familjen Dynastidae. Inga underarter finns listade i Catalogue of Life.